# Tony Gilroy
Anthony Joseph "Tony" Gilroy (Nueva York, 11 de septiembre de 1956) es un director de cine y guionista estadounidense.
Es hijo de Frank D. Gilroy y hermano de John y el guionista Dan Gilroy. Escribió los guiones de las películas protagonizadas por Matt Damon sobre Jason Bourne. Ha sido nominado al Oscar a la mejor dirección y Oscar al mejor guion original por Michael Clayton, protagonizada por George Clooney.

## Filmografía
- 1995: Eclipse total (guionista)
- 1997: The Devil's Advocate (guionista)
- 1998: Armageddon (guionista)
- 2000: Prueba de vida (guionista/productor ejecutivo)
- 2002: The Bourne Identity (guionista)
- 2004: The Bourne Supremacy (guionista)
- 2007: The Bourne Ultimatum (guionista)
- 2007: Michael Clayton (guionista/director)
- 2009: Duplicity (guionista/director)
- 2012: The Bourne Legacy (guionista/director)
- 2016: Rogue One: una historia de Star Wars (guionista)
- 2022: Andor (guionista/creador/productor ejecutivo)

## Premios y distinciones
Premios Óscar
| Año  | Categoría            | Película        | Resultado |
| ---- | -------------------- | --------------- | --------- |
| 2008 | Mejor director       | Michael Clayton | Nominado  |
| 2008 | Mejor guion original | Michael Clayton | Nominado  |

Premios BAFTA
| Año  | Categoría            | Película        | Resultado |
| ---- | -------------------- | --------------- | --------- |
| 2007 | Mejor guion original | Michael Clayton | Candidato |